# 第戎芥末

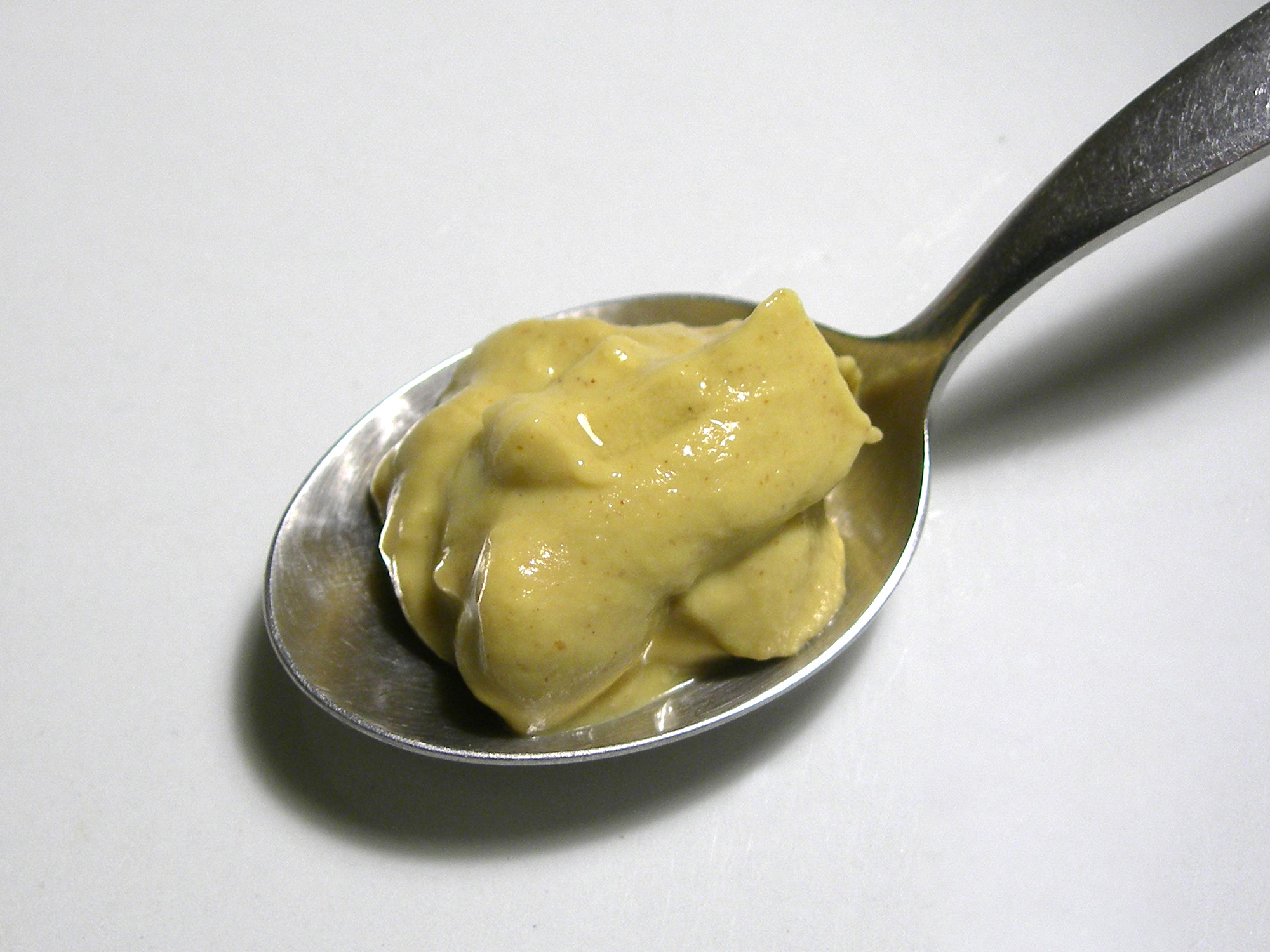
第戎芥末醬

第戎芥末醬（法語：Moutarde de Dijon）是法國的一種傳統芥末醬，以法國勃艮第第戎鎮命名，該鎮是中世紀晚期芥末醬的製作中心，並在17世紀被授予法國獨家經營權。